# Jean Spencer Ashbrook

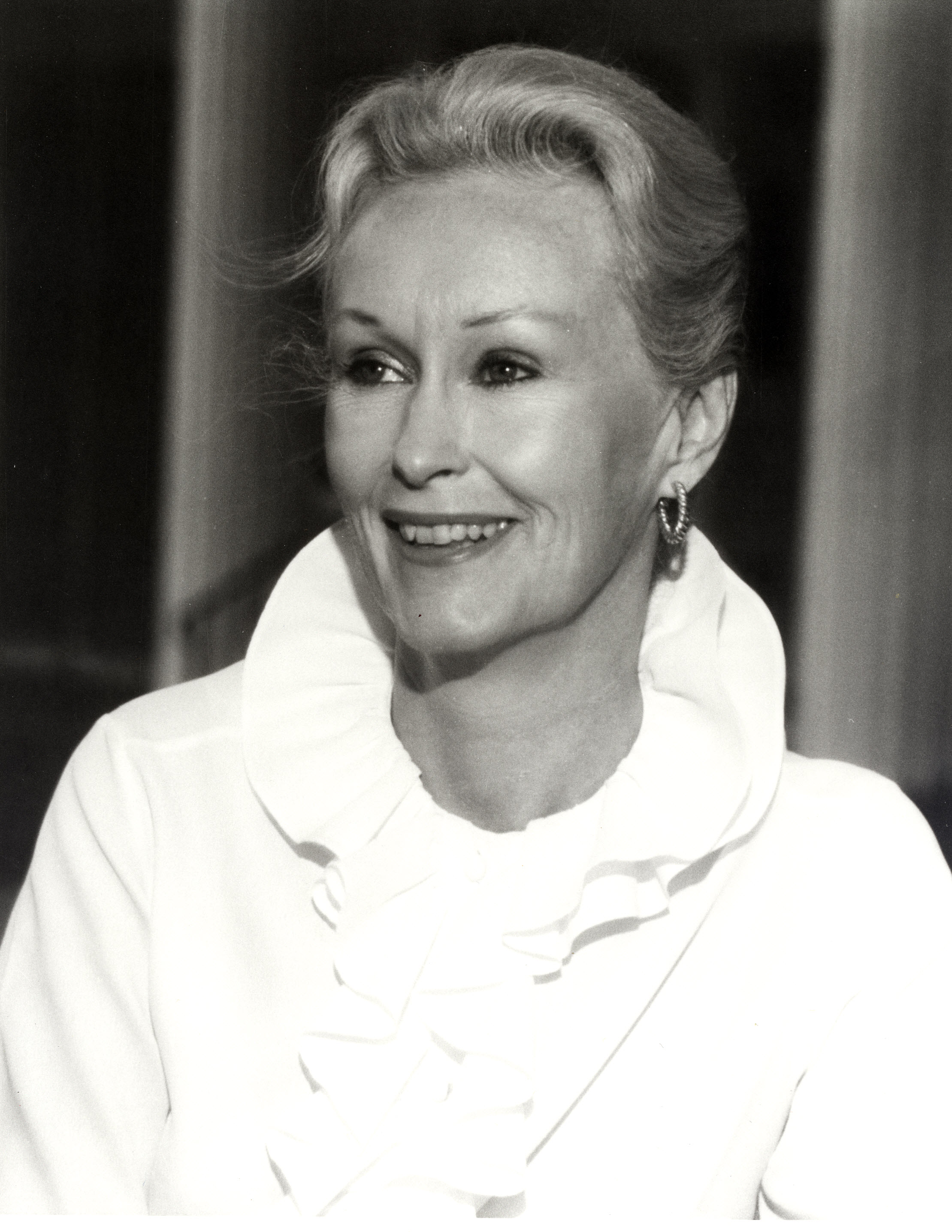
Jean Spencer Ashbrook

Jean Spencer Ashbrook (geborene Emily Jean Spencer, * 21. September 1934 in Cincinnati, Ohio) ist eine US-amerikanische Politikerin der Republikanischen Partei. Von 1982 bis 1983 vertrat sie den 17. Kongressdistrikt des US-Bundesstaates Ohio im Repräsentantenhaus der Vereinigten Staaten.

## Leben
Jean Spencer Ashbrook besuchte die Central School in Newark und schloss 1952 an der Newark High School ab. 1956 schloss sie ein Studium an der Ohio State University mit einem Bachelor of Science ab. 1974 heiratete sie John M. Ashbrook. Ihr Ehemann saß von 1961 bis zu seinem Tod am 24. April 1982 im Repräsentantenhaus. Jean Spencer Ashbrook gewann die Special-Election um seine Nachfolge und saß bis 1983 als Nachfolger ihres Mannes im Repräsentantenhaus.
Sie wohnt in Newark.